# Xu Yi
 (octobre 2017).
Xu Yi (chinois simplifié : 徐仪 ; chinois traditionnel : 徐儀 ; pinyin : xú yí) est une compositrice née le 4 octobre 1963 à Nankin, province du Jiangsu, en Chine.

## Biographie
Xu Yi a commencé le violon chinois, erhu, à un très jeune âge. Elle entre au conservatoire de musique de Shanghai où elle poursuit l'étude du erhu, puis elle intègre la classe de composition. À 22 ans, elle devient professeure de l'établissement. À son arrivée en France en 1988, elle suit le cursus de composition et informatique musicale de l'IRCAM (1990/1991). Elle rentre au CNSMD de Paris où elle étudie avec Gérard Grisey et Ivo Malec et obtient un premier prix de composition en 1994. Elle est pensionnaire à la Villa Medicis de 1996 à 1998, à la suite de l'obtention du Prix de Rome devenant ainsi la première compositrice d'origine chinoise à obtenir le prix de Rome. Elle est professeure de composition au Conservatoire national de Région de Cergy-Pontoise (de 2001 à 2003).
Elle est professeure invitée de composition au conservatoire de Shanghai (de 2005 à 2010). Elle vit en France et est professeur invité de composition au conservatoire de Wuhan.
Xu Yi a reçu des commandes de l’État français, de Radio France, de nombreux festivals et ensembles en France, en Chine, en Angleterre, en Suisse, en Italie et aux USA. Elle a composé une soixantaine d’œuvres qui ont été radiodiffusées et jouées dans divers festivals en Europe, en Chine, au Japon, aux États-Unis, au Brésil et au Canada. Son œuvre Le Plein du vide (盈与虚), réalisé au GRAME (Centre national de création musicale de Lyon), était au programme de l'option musique au baccalauréat 2006 et 2007. Ses œuvres sont éditées principalement aux Éditions Henry Lemoine.

## Création
Elle est compositrice de musique contemporaine, où elle mêle instruments occidentaux et orientaux. Dans son travail, influencé par différents principes du taoïsme, elle essaie de tisser le lien entre l'orient et l'occident. Elle s'inscrit dans le mouvement des compositeurs chinois de la génération de la Nouvelle vague (新潮, xīncháo).
Dans l'opéra « Wu Zetian – Impératrice entre Terre et Ciel », dont le coup d'envoi est donné à la Treizième édition des Rencontres Internationales de Composition de Cergy-Pontoise, en collaboration avec le CRR de Cergy-Pontoise,  fait revivre le destin de l'unique impératrice de Chine, Wu Zetian, de la dynastie Tang. Xu Yi y mêle, les voix chantées des protagonistes, à la voix off en chinois de l'empereur âgé, Taizong. L’électronique vient accentuer les instruments, dans lesquels une part importante est donnée aux percussions. Des alternances de voix parlées et chantées se succèdent.
Dans son ballet solo, « La Passion de Médée », elle utilise également, un grand ensemble de percussion chinoises ; tambours chinois, toms, gongs, claviers divers, bol chinois et wood-block géant.

## Œuvres
- 1982 : Petites grenouilles pour ensemble de erhu (violon chinois)
- 1983: Vague de pin, pour piano solo
- 1984 : Vallée vide pour flûte chinoise, zheng (cithare chinoise) et sets-gong
- 1985 : Temple Hanshan pour soprano et 3 instruments chinois
- 1986 : Symphonietta pour grand orchestre
- 1987 : Internal moving pour soprano, clarinette, alto et piano
- 1988 : Esprit poétique pour erhu (violon chinois) et orchestre chinois
- 1991 : Tao1 pour 6 instruments
- 1991 : Tui pour contrebasse et station audionumérique stéréo
- 1992 : Miroir / poussière pour alto principal et 9 instruments
- 1993 : Le Roi des arbres opéra parlé en 1 acte (3 tableaux), pour un chef, 3 comédiens et 8 musiciens
- 1993 : Wang pour flûte solo, trio à cordes et percussion
- 1993 : Yi pour trio à cordes
- 1994 : Huntun pour 5 groupes instrumentaux spatialisés
- 1995 : Gu yin pour flûte et percussion (commande de Radio France)
- 1996 : Solo pour flûte solo
- 1996 : Wou Wei pour flûte basse et trompette
- 1996 : Xiao-yao-you pour 12 instruments dispositif électronique spatialisé en huit pistes
- 1997 : Écho de la terre profonde pour 5 percussions
- 1997 : Le Plein du vide (盈与虚) pour 14 instruments et dispositif électronique spatialisé en huit pistes, par l'Ensemble orchestral contemporain de Lyon, sous la direction de Daniel Kawka[10]
- 1997 : Tian yun Mélodrame, pour 1 récitant et 8 instruments
- 1999 : Crue d’automne poème scénique, pour une récitante, vidéo, 6 musiciens et dispositif électronique spatialisé en huit pistes (commande d’État)
- 2000 : Da gui à la mémoire de Gérard Grisey, pour flûte, clarinette, percussion, violon et violoncelle (commande d’État)
- 2001 : Dialogue d’amour pour soprano, chœur d'enfants et 13 instruments (commande de Radio France)
- 2001 : Tempête sur l’Asie film muet en concert, pour film de Vsevolod Poudovkine, 7 musiciens et électronique spatialisé (commande du Louvre)
- 2002 : Variations sur le thème de Y.G.S.D pour pipa et 8 instruments
- 2002 : Voyage intérieur pour 6 instruments et dispositif électronique spatialisé (commande d’État)
- 2003 : La divine film muet en concert, pour film muet de Wu Yonggang, 10 instruments et dispositif électronique spatialisé (commande d’Arte)
- 2004 : 1+1=3 pour 11 percussions (commande d’État)
- 2004 : Da Xu pour 6 instruments (commande de Radio France)
- 2004 : Pipa yin pour 6 instruments (commande de « Women in Music (en) », Londres)
- 2005 : Tai pour zheng et orchestre (commande du Conservatoire de Shanghai)
- 2006 : Cohésion pour clarinette, 4 saxophones, 6 cuivres et 7 groupes d'enfants spatialisés avec des percussions (commande de l'Ariam Île-de-France et de l'Adiam Val-d'Oise
- 2007 : Guo feng pour 4 musiciens et dispositif électronique spatialisé (commande d’État)
- 2008 : Dan pour six instruments
- 2009 : Qing pour alto solo (commande de Pro Helvetia Suisse)
- 2010 : Le Ciel brûle pour mezzo-soprano et percussion
- 2010 : Liao pour percussion solo
- 2010 : Zhiyin pour violoncelle solo
- 2011 : Si He pour qin, flûte, violoncelle et percussion (commande du Conservatoire de Shanghai et de la Fondation Culturelle de Shanghai)
- 2012 : La joie du ciel pour 5 voix de femme à capella (commande de l'ensemble De Caelis)
- 2013 : La passion selon Médée pour 1 danseuse, 1 flûtiste, 1 percussionniste et un ensemble de 11 musiciens (commande de la ville de Paris)
- 2014 : L'impératrice Wu Zetian Drame Lyrique en 3 actes (commande d’État), Livret : Agnès Marietta, pour trois chanteurs, une comédienne, un chœur de jeunes filles, un ensemble de sept musiciens et dispositif électronique spatialisés en multipiste
- 2014 : Ombres pour violon solo (commande de la ville de Paris)
- 2015 : Bœuf pour percussion solo (commande de la ville de Paris)
- 2015 : Chant des muses pour soprano, 3 ténors, chœur et 13 instruments (commande COSU)
- 2016 : Chu Feng - Shangpian, pour xiao et xun, guqin, percussion, bianqing et bianzhong (commande du conservatoire de Wuhan)
- 2016 : Chu Feng - Xiapian, pour di et xiao, shang bass, guzheng, pipa, 2 percussions, bianqing et bianzhong (commande du conservatoire de musique de Wuhan)
- 2017 : Aquilone lontano pour quatuor à cordes N.1(commande ProQuartet et Philharmonie de Paris)
- 2017 : Résonance végétale pour l'orchestre cucurbital, vidéo et dispositif électronique spatialisé en multi-pistes (commande ENS de Lyon)
- 2018 : Ode aux nymphéas miniature pour quatuor à cordes (commande ProQuartet)
- 2018 : Saveur pour percussion solo et danse solo
- 2018 : Two rotations pour alto et percussion
- 2019 : Qing yao, pour Zheng solo (avec qing)
- 2019 : Métamorphoses du serpent blanc, Conte lyrique en six chants (commande d’État), Laure Gauthier : texte et poème en français ; Xu Yi  : poèmes en chinois, pour soprano, mezzo-soprano, maîtrise, petit chœur d'enfant, six instruments et dispositif électronique spatialisé en multipistes.
- 2020 :To wait an hour-is long, pour soprano, violon et violoncelle, 5 Poèmes (Quatrains) de Emily Dickinson (commande de Radio France)
- 2020 :The Dust of time, pour percussion solo
- 2020 : Self / nonself, pour yunluo (avec une grande cymbale)
- 2021 : Echo nocturne, for birbyne solo
- 2021 : Dry in a Storm, for mezzo-sprano (avec des petites percussions), poèmes de Joyce Shintanin et de Emily Dickinson
- 2022 : Entre eux, entente à demi-mot , pour mezzo-soprano, flûte, percussion, violon et violoncelle, poème de François Cheng
- 2022 : Cha ji / Wabi-sabi, for flute, clarinet, 2 percussions, violin and zheng (Commande de TimeArt studio)
- 2023 : Ô silence, pour soprano, clarinette basse, alto et piano, Poème de Marie Closset
- 2023 :Trois poèmes anciens, pour mezzo-soprano, qin et percussions, poèmes de Xu Mu, Xue Tao, Xu Can
- 2024 : Vers le vide parfait, pour quatuor à cordes N.2 (commande d’État)
- 2024-25 : Cinq transformations, pour quatuor à cordes N.3 (commande ProQuartet, Centre Présence Compositrices, Quatuor Akilone)

## Enregistrements Discographie
- 2017 : Zhiyin pour violoncelle solo CD de de la “Collection of Excellent Works by Alumni from SHCM”  pour “The 90th Anniversary of Shanghai Conservatory of Music” 2017
- 2013 : Si He pour qin, flûte, violoncelle et percussion (9 min), China Record Co. Shanghai
- 2005 : Tai, Pour zheng et orchestre, (11 min) Conservatoire de Musique de Shanghai 2005
- 1999 : Le Plein du vide, Wang, Yi, Écho de la terre profonde, Gu Yin, Xiao-Yao-You (70 min) Radio France / MFA / Villa Médicis 1999, MFA 216032 HMCD 73
- 1994 : Huntun 1994 (13 min) Pour 5 groupes instrumentaux spatialisés. Journées de la composition, CNSMP 1994
- 1988 : Esprit poétique, 1983-1988 (26 min) Concerto pour erhu (vielle chinoise) et orchestre, Fu Mao Record Co. Taiwan, 1988, Fu jian Record Co. XCD-93014 / 1993, 1994
- 1986 : Vallée vide, 1984 (7 min) Pour flûte chinoise, zheng et sets-gong, China Record Co. Shanghai, 1986
- 1982 : Petites grenouilles, 1982 (6 min), Pour ensemble de erhu (vielle chinoise), China Record Co. Shanghai, 1982

### Vidéographie
- entretien de Michèle Tosi, réalisation de Yves de Peretti, « Le compositeur à l'oeuvre : Xu Yi », sur CDMC, 19 décembre 2013